# 道格拉斯·亞歷山大

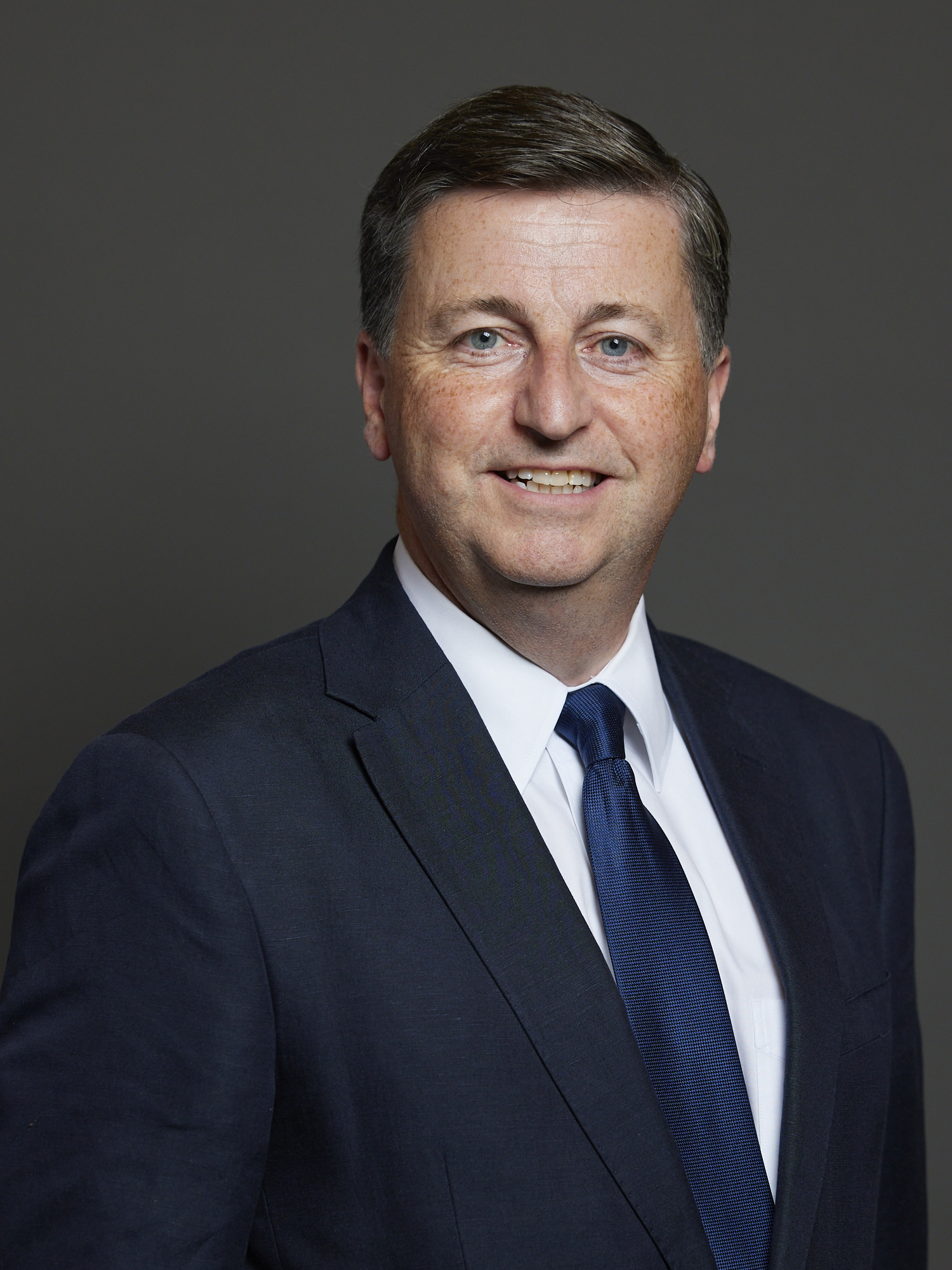

道格拉斯·亞歷山大（英語：Douglas Alexander，1967年10月26日—）生于苏格兰格拉斯哥，是一位英國工黨政治人物。在2005年至2015年期間，他擔任佩斯利和南倫弗魯郡選區的國會議員。他也曾經擔任工黨影子内阁的外交大臣、内阁交通大臣和国际发展大臣。他首次成為國會議員是在1997年。